# Antigóni Góni
Pour les articles homonymes, voir Goni.
Antigóni Góni (en grec moderne : Αντιγόνη Γκόνη) est une guitariste classique grecque née en 1969.

## Biographie
Elle a étudié avec Evángelos Asimakópoulos au Conservatoire National d’Athènes, avec John Mills à l’Académie royale de musique de Londres et avec Julian Bream. Elle a continué ses études avec Sharon Isbin à la Juilliard School de New York.
Elle est lauréate de prix internationaux. 
Elle a enregistré plusieurs disques chez Naxos.